# Араилер
Араилер (арм. Արայի լեռ), также Карны-Ярых, — потухший вулкан в Армении, расположенный в Арагацотнской области, между реками Раздан и Касах. Высота горы над уровнем моря — 2575,9 метра. Вулкан имеет форму неправильного конуса с усеченной вершиной и кольцеобразным кратером. Из полезных ископаемых на горе встречаются андезитобазальт и андезит.

## Флора
У подножия горы простираются полупустынные, заросшие полынью, земли. Более возвышенные части покрыты степями. На северном склоне вулкана встречаются дубовые рощи и кустарники. В тёплое время года гора покрывается пестрыми красивыми цветами.

## Фауна
На горе встречается множество животных. На каменистых частях вершины особенно много ядовитых змей.

## Легенды
По преданию гора названа именем царя Ара Прекрасного. Во время битвы против ассирийской царицы Семирамиды, Ара расположил своё войско у подножия Аралера, а царица заняла позиции на склонах Атиса.
Согласно легенде, гора Аралер есть тело Ара Прекрасного. Издали гора похожа на человека, лежащего с руками на груди.

## Галерея

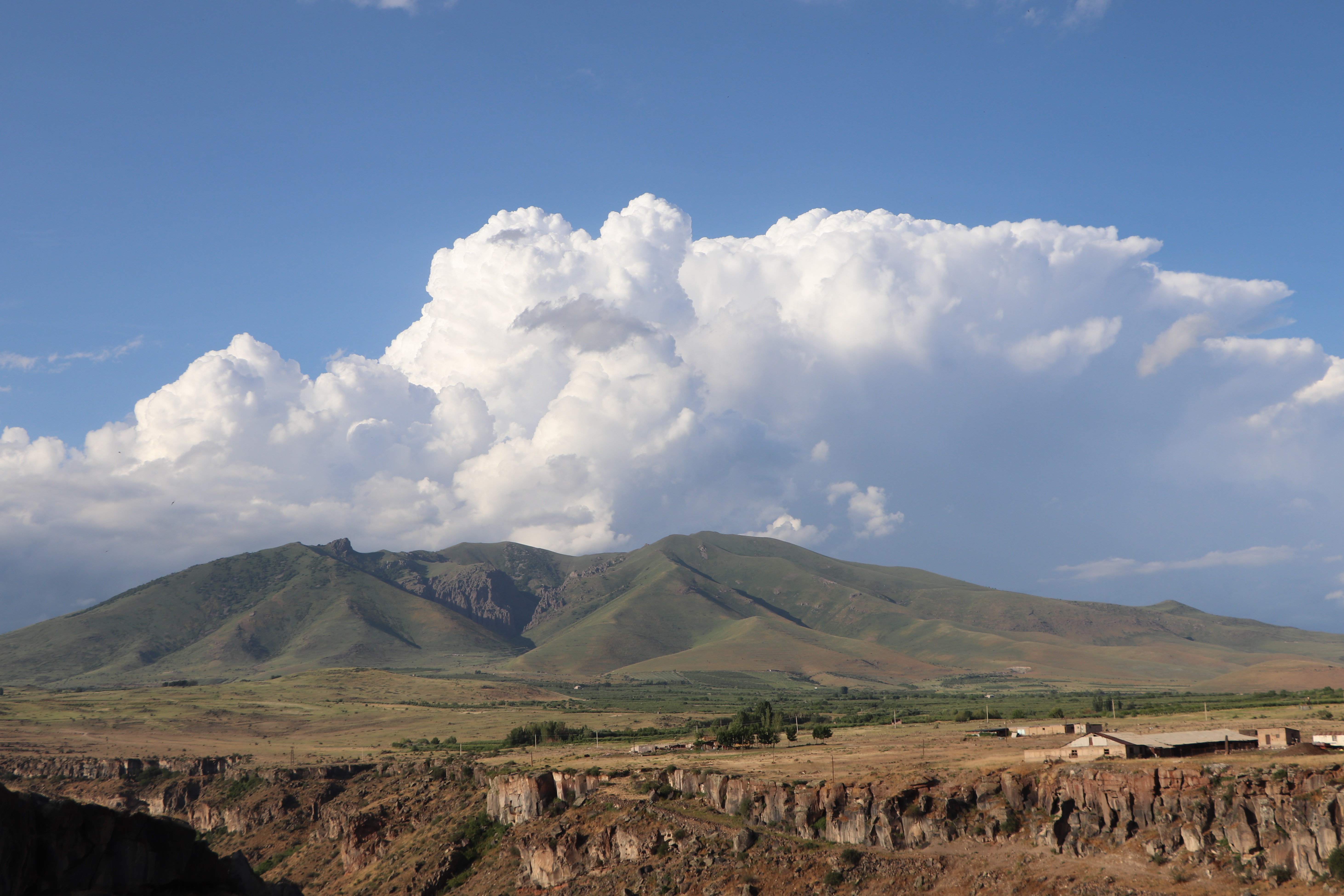
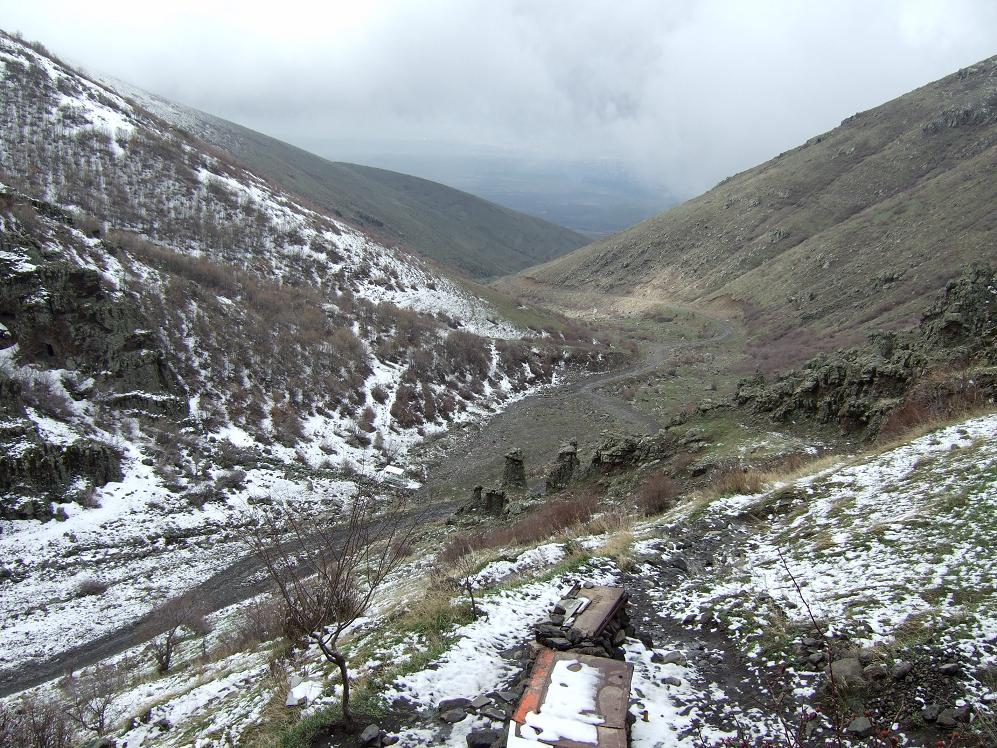
Гора Араилер
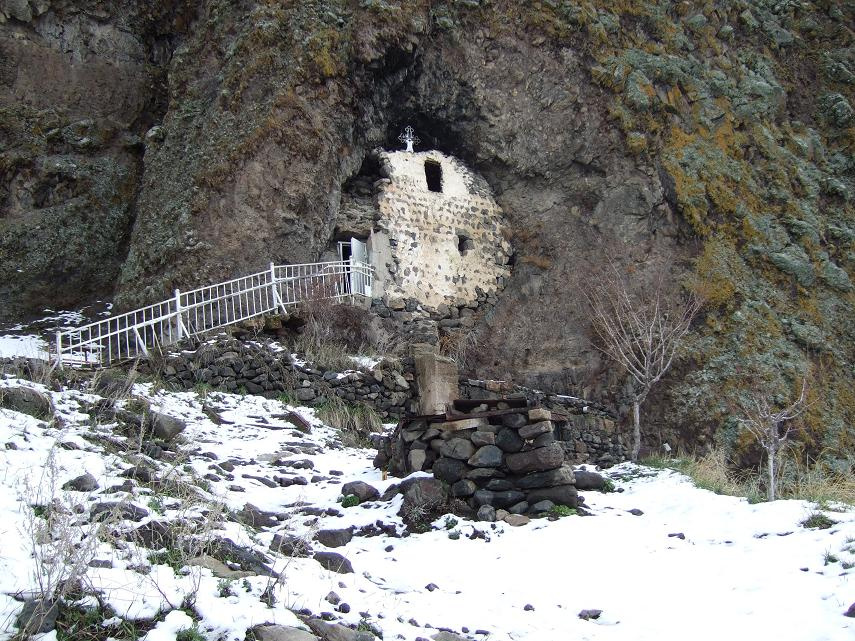
Церковь «Куйс Варвара» в горе Арагац
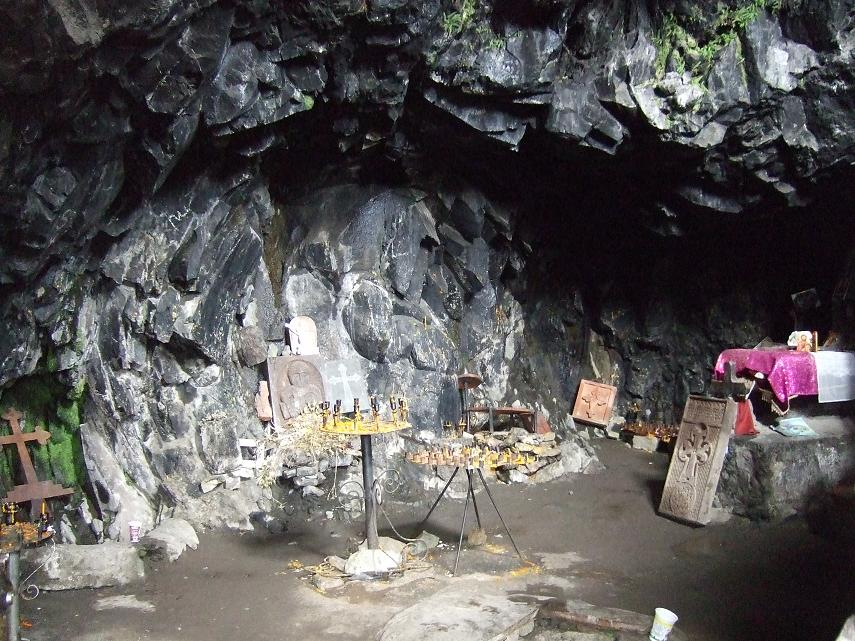
Церковь «Куйс Варвара»
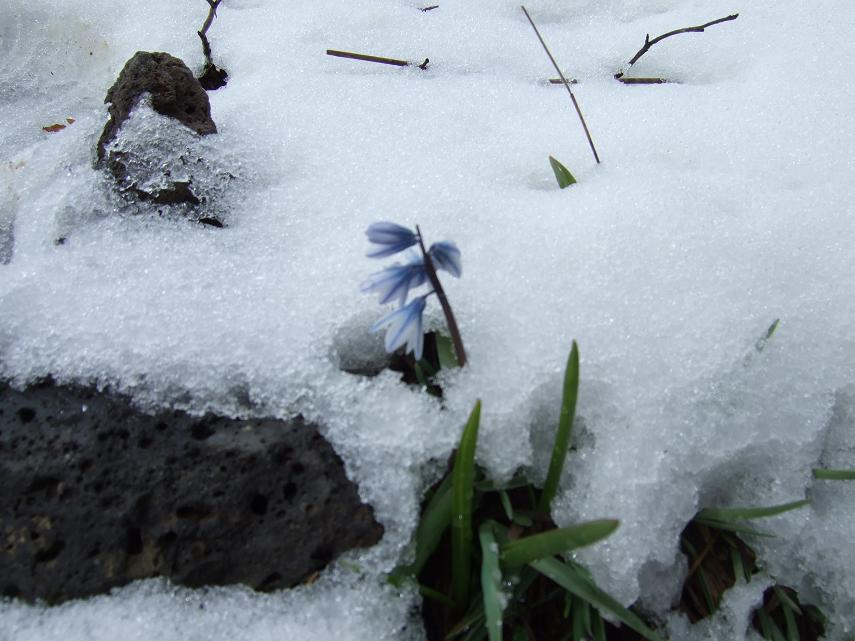
Подснежник на горе
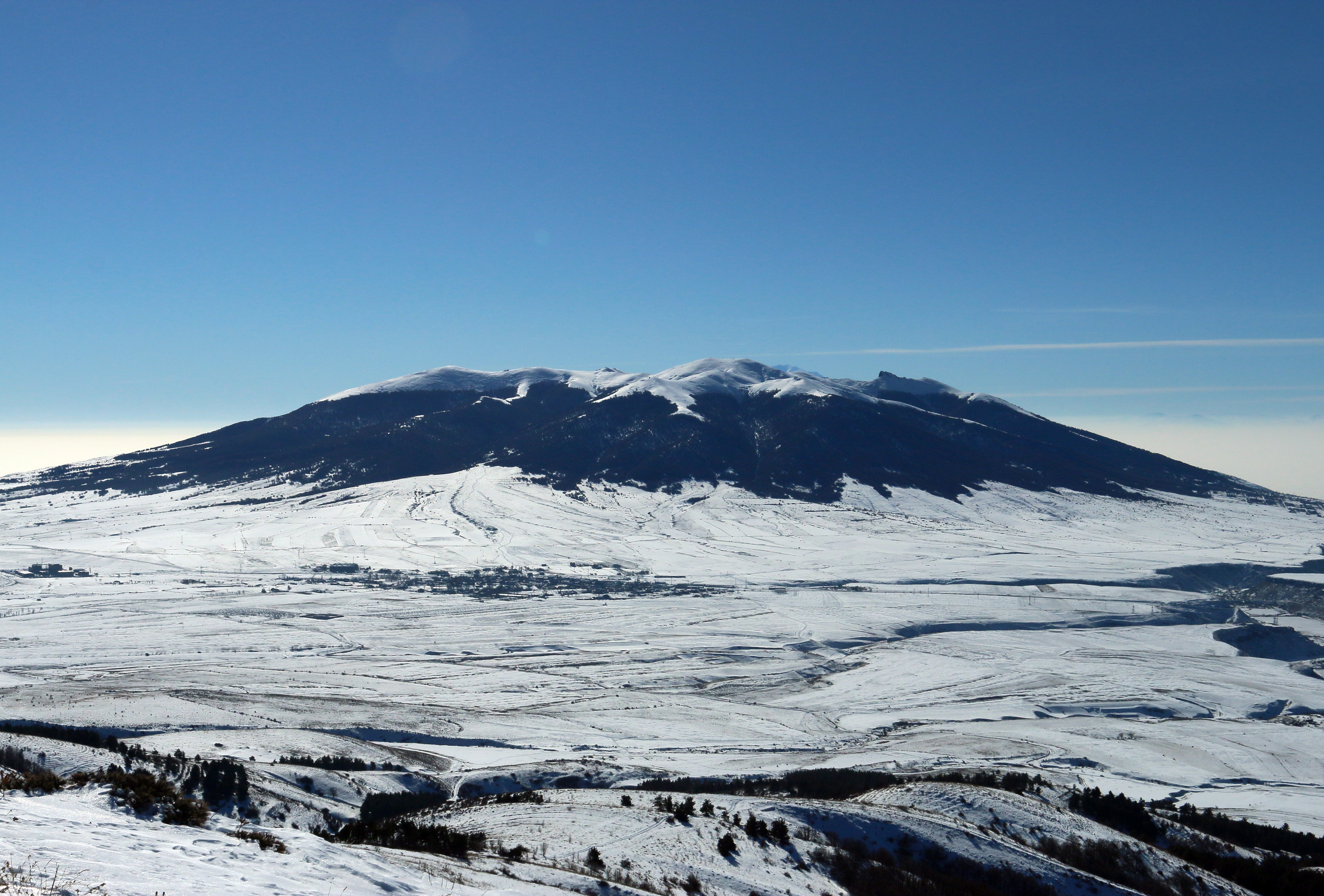
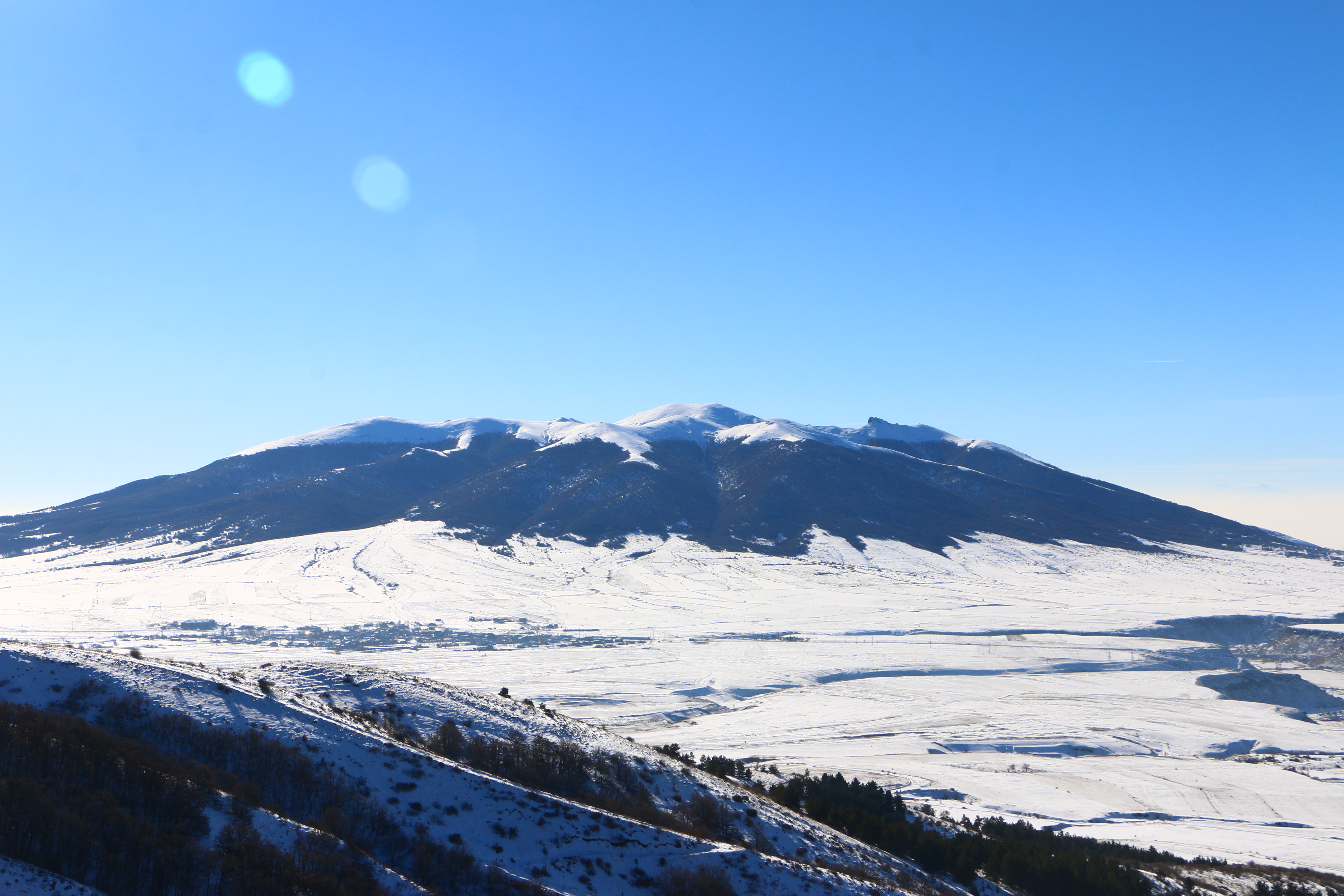
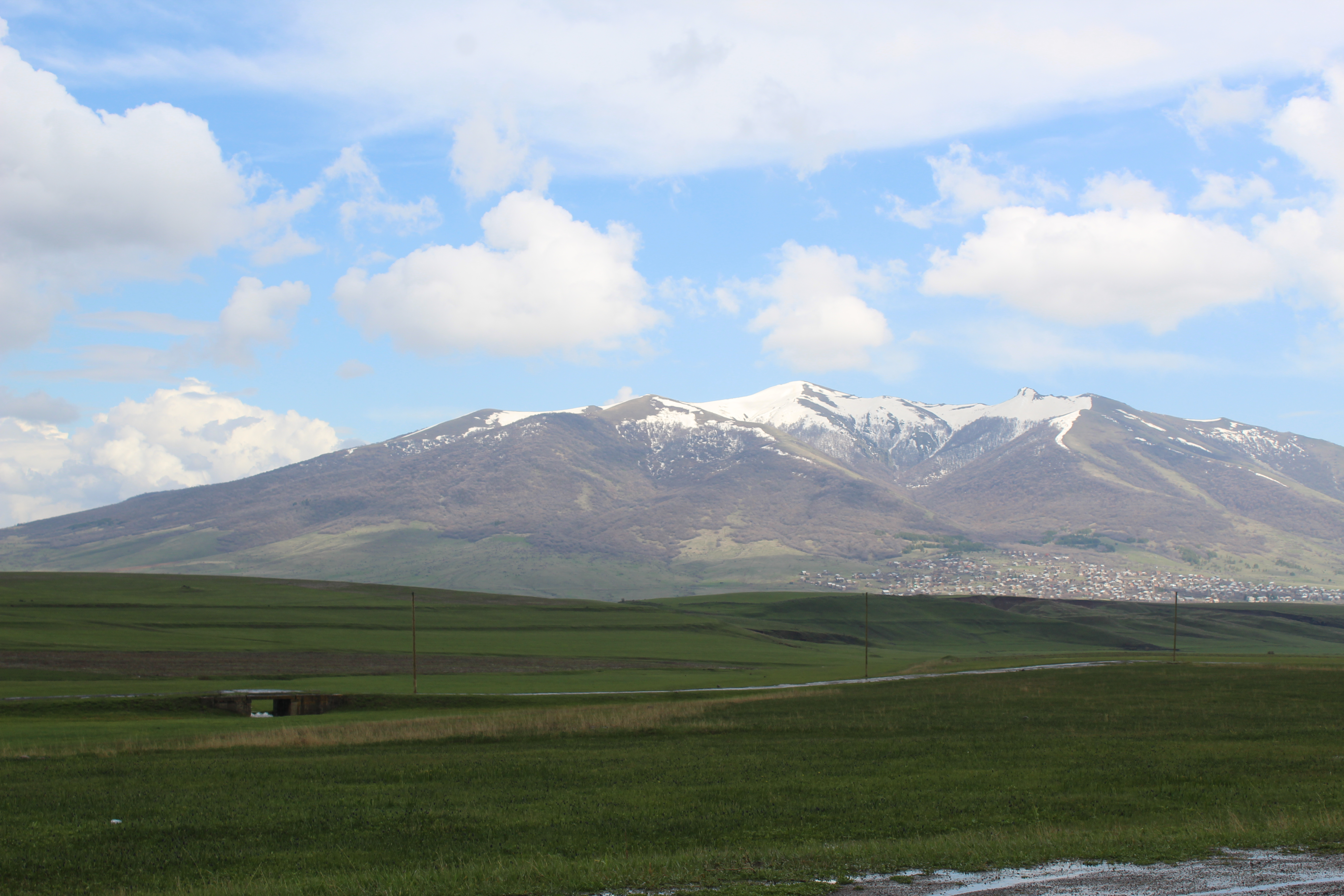